# Ferdinand Trauttmansdorff
Ferdinand Trauttmansdorff (28 de julio de 1950) es el embajador austriaco en Praga. Proviene de la prosapia austriaca y bohemia Trauttmansdorff que pertenece a la alta nobleza.

## Formación y carrera
De 1970 a 1971 hizo un año de servicio militar voluntario en Austria.
Se matriculo en la universidad de Graz para estudiar la jurisprudencia y después de haber obtenido su título universitario hizo un año de servicio militar a las Fuerzas de paz de las Naciones Unidas en Chipre.
De 1975 a 1979 trabajo como profesor ayudante así como asistente de investigación y después como profesor asistente en el Instituto de Derecho Internacional y Relaciones Internacionales de la Universidad de Graz.
A continuación, empezó un estudio de la legislación europea en el Collège d'Europe de Brujas. Con su carrera y la educación profesional, logró de entrar en el Servicio Exterior de Austria en 1981. En sus primeros años en el Servicio Exterior de Austria, trabajó como profesor de la misión de Austria en Ginebra.
En 1985 llegó a ser sub-embajador a la embajada de Austria en Bucarest.
De 1985 a 1986, tomó una licencia por sus actividades políticas de la campaña presidencial.
En los años siguientes fue consejo de las artes en la embajada de Austria en Washington D. C. y después sub-embajador a la embajada en Budapest. Desde 1999, fue embajador en El Cairo, Jartum y Lisboa.
Desde enero de 2010, Ferdinand Trauttmansdorff es el embajador austríaco en Praga.